# 足立慎吾
足立 慎吾（あだち しんご、7月5日 - ）は、日本のアニメーター、キャラクターデザイナー、アニメ監督。大阪府出身。妻は同じアニメーターの飯塚晴子。
現在はフリーランスだが、以前はXEBECに所属していた。

## 概要・経歴・人物
大阪芸術大学映像学科を卒業後、大学の先輩である石原満に誘われて、アニメーション制作会社のXEBECに入社。
『機動戦艦ナデシコ』で初の動画を担当し、『ロックマンエグゼ』の第9話「恐怖のヨガ戦士!」にて初の作画監督を務めた。
初代監督・宮崎なぎさの降板後、作画崩壊で批判の多かった『魔法先生ネギま!』に第15話「Amicus certus in re incerta cernitur」から参加し、作画を安定させたことから注目を浴びる。
エフェクトや子供（少年・少女）を得意とする。その作画は癖が強く、しばしば幼い子供をより幼く見せる。
2022年、『リコリス・リコイル』でテレビアニメ初監督を務める。これまでは原画・作画監督など作画セクションで主に活動していたが、同作品では脚本・演出面に専念している。

## 参加作品

### テレビアニメ
1996年
- 機動戦艦ナデシコ（動画）
- 爆走兄弟レッツ&ゴー!!（動画）

1997年
- 爆走兄弟レッツ&ゴー!! WGP（動画）

1998年
- 爆走兄弟レッツ&ゴー!! MAX（原画 #27・#28・#34・#41・#44・#50）
- Jaja馬!カルテット（原画）
- 快傑蒸気探偵団 TV ANIMATION SERIES（原画 #1・#4・#5・#20・#26）
- 超速スピナー（原画 #5・#9・#12・#14・#22）

1999年
- ゴクドーくん漫遊記（OP原画）
- 地球防衛企業ダイ・ガード（原画 #1・#2・#12・#21・#25）
- ゾイド -ZOIDS-（原画 #1・#34・#43・#48・#67）

2000年
- 風まかせ月影蘭（原画 #7）
- 女神候補生（原画 #1・#3）
- ラブひな（原画 #1・#5・#10・#24）
- HAND MAID メイ（原画 #9）
- テイルズ オブ エターニア THE ANIMATION（原画 #1・#6）

2001年
- ゾイド新世紀スラッシュゼロ（OP原画、原画 #8・#13・#16・#22・#26）
- シャーマンキング（OP原画、原画 #7・#13・#18）
- バンパイヤン・キッズ（原画 #4）

2002年
- NARUTO -ナルト-（原画 #1・#96）
- ロックマンエグゼ（原画 #1・#7・#13・#23・#53・#56、作画監督 #9・#16・#23・#41・#44、作画協力 #12）

2003年
- ロックマンエグゼAXESS（作画監督 #17、原画 #44・#51）
- D・N・ANGEL（原画 #2）
- 宇宙のステルヴィア（原画 #6）

2004年
- ロックマンエグゼStream（OP原画、作画監督 #2・#8）
- ディノブレイカー（作画監督 #8・#15、原画 #32）
- 蒼穹のファフナー（原画 #25）

2005年
- 魔法先生ネギま!（作画監督 #15・#22・#26（Bパートのみ）、原画 #24・#26）
- エレメンタル ジェレイド（OP原画、原画 #2）
- SHUFFLE!（第1期）（OP原画、作画監督 #12）
- 交響詩篇エウレカセブン（原画 #16）

2006年
- ロックマンエグゼBEAST+（キャラクターデザイン、絵コンテ #16、作画監督 #16・#19・#26、原画 #26）
- ザ・サード 〜蒼い瞳の少女〜（作画監督 #5、原画 #5）
- ハチミツとクローバーII（原画 #12）
- 流星のロックマン（キャラクターデザイン、作画監督 #11・#18・#23・#26・#27・#38・#39・#52、原画 #11・#26・#38、総作画監督 #46・#47）
- 天保異聞 妖奇士（原画 #1）

2007年
- ぼくらの（原画 #12）
- おおきく振りかぶって（原画 #12）
- DARKER THAN BLACK -黒の契約者-（原画 #20）
- しゅごキャラ!（OP原画、原画）
- 流星のロックマン トライブ（キャラクターデザイン、オープニングコンテ・演出、作画監督 #9・#10・#20・#21、原画 #18・#21）

2008年
- PERSONA -trinity soul-（原画）
- かのこん（作画監督 #12）
- とある魔術の禁書目録（原画）
- 今日の5の2（オープニング絵コンテ・原画）
- かんなぎ（原画 #10）
- 絶対可憐チルドレン（原画）

2009年
- みなみけ おかえり（OP原画）
- 鉄腕バーディー DECODE:02（原画 #12）
- うみものがたり 〜あなたがいてくれたコト〜（OP原画、原画）

2010年
- WORKING!!（キャラクターデザイン・総作画監督・作画監督・OP&ED作画監督）
- デュラララ!!（原画）
- オオカミさんと七人の仲間たち（原画）
- 世紀末オカルト学院（OP原画、原画）
- 伝説の勇者の伝説（OP2原画）
- もっとTo LOVEる -とらぶる-（作画監督補佐、OP原画）
- そらのおとしものf（フォルテ）（智樹☆お宝☆コレクション）
- 俺の妹がこんなに可愛いわけがない（アイキャッチパッケージデザイン #6、劇中イラスト協力 #8）

2011年
- フラクタル（絵コンテ・演出・第二原画 #4）
- べるぜバブ（ED原画）
- 遊☆戯☆王ZEXAL（OP1・OP3原画）
- X-MEN（原画）
- WORKING'!!（キャラクターデザイン・総作画監督・OP&ED作画監督）

2012年
- ソードアート・オンライン（キャラクターデザイン・総作画監督・作画監督補佐・OP&ED作画監督・提供バックイラスト）

2013年
- ガリレイドンナ（キャラクターデザイン・総作画監督・作画監督・OP&ED作画監督・OP原画）
- ソードアート・オンライン Extra Edition（キャラクターデザイン）

2014年
- ソードアート・オンラインII（キャラクターデザイン・総作画監督・キャリバー編&マザーズ・ロザリオ編OP絵コンテ&演出）
- みならいディーバ（※生アニメ）（キャラクターデザイン）

2016年
- ハイスクール・フリート（OP原画）

2017年
- プリンセス・プリンシパル（OP原画）
- ブレンド・S（OP原画）

2018年
- 七星のスバル（OP原画）
- ソードアート・オンライン アリシゼーション（キャラクターデザイン、第1話絵コンテ、第1話演出、OP1・OP2・第1話作画監督）

2019年
- ソードアート・オンライン アリシゼーション War of Underworld（キャラクターデザイン）

2022年
- リコリス・リコイル（監督・シリーズ構成、脚本 #1・#2、絵コンテ #1）

### 劇場アニメ
2005年
- 劇場版 テニスの王子様 跡部からの贈り物 〜君に捧げるテニプリ祭り〜（原画）
- ロックマンエグゼ 光と闇の遺産（作画監督）
- 映画 ふたりはプリキュア Max Heart 2 雪空のともだち（原画）

2010年
- 宇宙ショーへようこそ（作画監督補佐）

2017年
- 劇場版 ソードアート・オンライン -オーディナル・スケール-（キャラクターデザイン・総作画監督）

2019年
- 薄暮（原画）

2021年
- 映画大好きポンポさん（キャラクターデザイン）

2022年
- かがみの孤城（ED原画）

### OVA
1996年
- パンツァードラグーン（動画）

1998年
- BLUE SEED2（動画 #3）
- ゲキ・ガンガー3 熱血大決戦!!（動画）
- 真（チェンジ!!）ゲッターロボ 世界最後の日（原画 #4）

2000年
- サクラ大戦 轟華絢爛（原画 #5）

2001年
- 真ゲッターロボ対ネオゲッターロボ（原画 #4）

2002年
- ラブひなAgain（原画 #1 - #3）

2005年
- 魔女っ娘つくねちゃん 第6巻（原画）
- トップをねらえ2! 第4巻（原画）

### Webアニメ
- 『リコリス・リコイル』Friends are thieves of time.（監督、脚本 #1[8]、絵コンテ #2[8]）

### ゲーム
1996年
- はるかぜ戦隊Vフォース（動画）

2008年
- テイルズ オブ ハーツ（オープニング原画）

2018年
- ゼノブレイド2（レアブレイドデザイン）

### その他
- テレビCM サイレントメビウス・テイルズ（原画）
- 小説 パラミリタリ・カンパニー 萌える侵略者（イラスト）
- 小説 ゴブリンスレイヤー外伝：イヤーワン（イラスト）
- 小説 のけもの王子とバケモノ姫（イラスト）